# Olszynka (województwo podkarpackie)
Olszynka (do 1 kwietnia 1986 roku Dmytrowice) – wieś w Polsce położona w województwie podkarpackim, w powiecie przemyskim, w gminie Orły.
W latach 1975–1998 miejscowość położona była w województwie przemyskim.

## Historia
Dmytrowice wymieniane są w węgierskich dokumentach z 1383 roku. W pierwszej połowie XV wieku w rękach szlacheckich znajduje się wieś Dmytrowice. Miejscowość została nabyta zapewne jeszcze pod koniec XVIII wieku przez Jana Fryderyka Runge. Po jego śmierci właścicielem Dmytrowic został jego najstarszy syn, Wilhelm Runge, którego żoną była Salomea Kraczewska. W 1841 roku majątek przejął ich syn Jan, a później urodzony w roku 1864 syn Jana Romuald Runge. Według danych z 1881 roku właścicielem posiadłości większej była Salomea Runge (z domu Rozborska).
We wsi znajdowała się drewniana cerkiew Narodzenia Najświętszej Marii Panny, przynależąca do greckokatolickiej parafii w Zamiechowie wspólnie z Kaszycami, Ciemięrzowicami i Lutkowem. Powstała w 1634 roku i została odnowiona w roku 1882, a została zniszczona po II wojnie światowej po wysiedleniu z tych terenów Ukraińców. W 1906 roku w Dmytrowicach założono sklep Bractwa Cerkiewnego. Zgodnie z informacjami z 1928 roku funkcjonowała tutaj także szkoła jednoklasowa, licząca sobie 60 uczniów. We wsi istniał również cmentarz greckokatolicki, założony około połowy XIX wieku. Najstarszy istniejący na nim grób pochodził z 1841 roku (pochowano w nim Wilhelma Runge). 
W miejscowości istniał również park podworski, który powstał zapewne w XVIII wieku i był usytuowany na wzniesieniu o pierwotnie obronnym charakterze. Po parcelacji w latach 60. XX wieku obiekt był użytkowany przez indywidualnych rolników i przeznaczony na działki budowlane, a pomnikowe drzewa zostały wycięte. Park w wieku XIX i aż do roku 1944 należał do rodziny Runge. Jako pozostałość po nim funkcjonował dąb szypułkowy o obwodzie 500 centymetrów.  
Do częstych zniszczeń wojennych przyczyniali się w 1488 – Wołosi, w 1502 i 1624 – Tatarzy, którzy ponownie najechali w 1672 roku, ale jeszcze przed nimi Szwedzi w 1656 i siedmiogrodzianie w 1657 roku.
24 maja 1915 roku, przechodził tutaj front i toczyły się tu walki prowadzone przez rosyjską 8 Armię gen. Aleksego Brusiłowa i niemiecko-austriacką 11 Armię gen. Augusta von Mackensena.
W czasie II wojny światowej 10 września 1939 roku, walkę z niemiecką 4 Dywizją Lekką toczyła Grupa „Jarosław” dowodzona przez ppłk. Jana Wójcika wspierana przez pododdziały 10 Brygady Kawalerii Zmotoryzowanej płk. Stanisława Maczka.